# ホタルガ
ホタルガ（蛍蛾、学名：Pidorus glaucopis）とは、チョウ目マダラガ科ホタルガ亜科のガ（蛾）の一種である。

## 特徴
前翅長は25-30mm。触角は櫛歯状。頭部は赤い。それ以外の胴と翅はつや消しの黒で、前翅の先端近くに斜めに走る白い帯がある。成虫の出現は6-7月と9月頃。平地から山地にかけて出現する。昼間に飛ぶ蛾で、森林域の木陰をひらひらと飛ぶのがよく見かけられる。最近は住宅街でよく見かける。
幼虫はサカキとヒサカキを食草とする。
日本の岩手県で、レッドデータブックのランクDの指定を受けている。

## 類似種
シロシタホタルガ Chalcosia remota Walker は、全体によく似た蛾で、後翅に大きな白斑がある。

## 擬態か
名前の由来は、全身が黒くて頭部だけが赤い体色がホタルを思わせるためである。これはホタルへの擬態とも取れる。ホタルは悪臭を持つものがあり、擬態の対象となる例があるとされる。しかしマダラガ類にも悪臭を持つものがあり、やはり時に擬態の対象とされる。したがって、これは擬態対象種同士が似るという、ミュラー型擬態の例とも言われる。

## 幼虫
幼虫は黄色と黒斑点を持った毛虫で、毒を持っている。